# Sachin

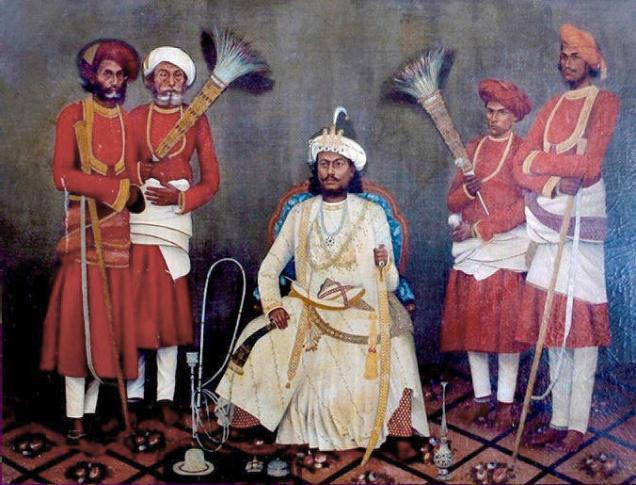
Nawab Sidi Ibrahim Mohammad Yakut Khan II de Sachin (1833-1873)

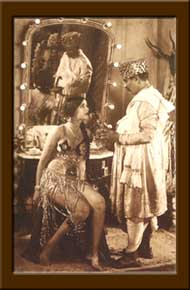
Zubeida (1911-1988), filla del Nawab Ibrahim Mohammad Yakut Khan III, fou una de les actrius més famoses del cinema mut indi.

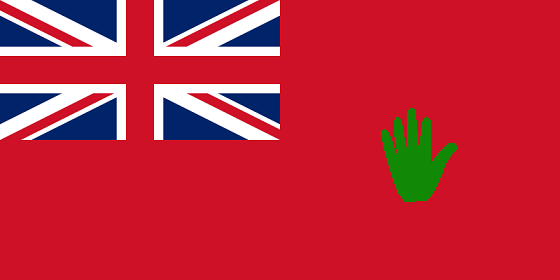
Bandera mercant de l'estat de Sachin amb la mà de Fàtima en vert

Sachin fou un estat tributari protegit inicialment a l'agència de Khandesh, després anomenada agència de Surat, format per diversos pobles repartits aïlladament, algun rodejats de territori britànic (districte de Surat) i altres per territoris de Baroda. Estava format per 21 pobles amb una superfície de 109 km². La població el 1881 era de 15.721 habitants i el 1901 de 20.530, 7/8 parts hindús i la resta musulmans amb alguns parsis. El 1931 la població era de 22.107 habitants. La capital era Sachin (ciutat) i darrerament Lachpur.

## Història
El nawab de Sachin és descendent d'un habshi o africà. La seva nissaga fou coneguda com els sidis de Danfa-Rajpuri i de Janjira. Foren almiralls de les flotes dels sultans d'Ahmadnagar i de Bijapur i després dels mogols (nomenats per Aurangzeb vers 1660 amb una assignació anual de 3 lakhs dels ingressos de Surat); amb la decadència de l'imperi mogol al segle XVIII el sidis van esdevenir de fet pirates atacant vaixells de diversos estats excepte els britànics l'amistat dels quals van buscar des de molt aviat. Una branca de la família es va erigir en sobirans a Janjira. Cap al final del segle XVIII Balu Mia Sid (Sidi Abdul Karim), fill d'Abdul Rahman i hereu del tron de Janjira i d'altres possessions dels sidis, fou expulsat de la seva capital per una branca jove de la família (dirigida per Sidi Johor) i va fugir a Poona on va demanar ajut al peshwa maratha i als britànics (1784); com que el peshwa volia adquirir Janjira es va arribar a un acord el 1791 pel qual Balu Mia cedia Janjira al peshwa a canvi de Sachin. Balu Mia va prendre possessió de Sachin però quan el peshwa va reclamar Janjira la branca Sidi que la dominava va refusar entregar-la i va mantenir la seva independència. El peshwa va acabar deposat pels britànics el 1818 i Sachin va restar com a principat en la descendència de Balu Mia i Janjira en mans de la branca jove dels sidis.
El 1829 la ruïna econòmica de l'estat va aconsellar l'administració britànica, que va durar fins a 1864, i nawab Sidi Ibrahim Muhammad Yakut Khan I i el seu fill nawab Sidi Abdul Karim Muhammad Yakut Khan II, van regnar només nominalment durant aquestos anys. Sachin va obtenir dels britànics salutació de 9 canonades i sanad d'adopció. Nawab Sidi Ibrahim Muhammad Yakut Khan III que va servir a la campanya d'Àfrica oriental durant la I Guerra Mundial, va rebre salutació d'onze canonades. Nawab Sidi Muhammad Haidar Muhammad Yakut Khan va accedir a l'Índia el 1947 i l'estat es va fusionar al districte de Surat i província de Bombai el 1948.

## Bandera
Rectangular en cinc franges horitzontals, de dalt a baix vermella, verda, groga, porpra i blava, amb diverses variacions quant a l'orde. El 10 d'octubre de 1924 va rebre el dret d'utilitzar per als vaixells civils i mercants el pavelló vermell britànic amb l'emblema de la dinastia, una mà verda, al vol.

## Llista de nawabs
- Abdul Karim Mohammad Yakut Khan I 6 de juny de 1791 - 9 de juliol de 1802
- Ibrahim Mohammad Yakut Khan I 1802 - 25 de març de 1853
- Abdul Karim Mohammad Yakut Khan II 1853 – 1 de desembre de 1868
- Ibrahim Mohammad Yakut Khan II 1868 – 4 de març de 1873
- Abdul Kadir Khan 1873 - 7 de gener de 1887
- Ibrahim Mohammad Yakut Khan III 1887 - 19 de novembre de 1930
- Haydar Mohammad Yakut Khan 1930 - 1948 (+1970)